# Villagómez la Nueva
Villagómez la Nueva es un municipio y localidad española de la provincia de Valladolid, en la comunidad autónoma de Castilla y León.

## Geografía
Tiene una superficie de 12,53 km².

## Historia
Hacia mediados del siglo XIX, el lugar, ya por entonces con ayuntamiento propio y llamado Villahamete (que cambió por el actual en la segunda mitad del siglo XIX), tenía contabilizada una población de 336 habitantes. Aparece descrito en el decimosexto y último volumen del Diccionario geográfico-estadístico-histórico de España y sus posesiones de Ultramar de Pascual Madoz con las siguientes palabras:

VILLAHAMETE: l. con ayunt. en la prov., aud. terr. y c. g. de Valladolid (12 leg.), part. jud. de Villalon (2), dióc. de Leon (10). sit. en llano, libre á la influencia de los vientos, con saludable clima. Tiene 112 casas; la consistorial; un palacio del marques de San Vicente, rodeado de una ceryca de piedra con aspilleras; una fuente de buenas aguas- una igl. parr. (San Nicolás de Bari) servida por un cura y un sacristan. Confina el térm. con los de Vega de Rioponce, Cabezon, Gordaliza y Villanueva de la Condesa; dentro de él se encuentran 6 fuentes de buenas aguas: el terreno bañado por el Valderaduey, es fuerte y de buena calidad, caminos: los locales en mal estado. correo: se recibe . despacha en Villalon. prod.: cereales, legumbres y pastos con los que se mantiene ganado lanar y mular. ind.: la agrícola y un molino harinero. comercio: esportacion del sobrante de frutos, é importacion de los art. que faltan. pobl.. 87 vec., 336 alm. oap prod.: 838,870 rs. imp.: 83,887.
(Madoz, 1850, p. 149)

## Demografía
Cuenta con una población de 51 habitantes (INE 2024).
| Gráfica de evolución demográfica de Villagómez la Nueva entre 1842 y 2021 |
| |
| Población de derecho según los censos de población del INE Población de hecho según los censos de población del INEEn estos censos se denominaba Villahamete: 1842, 1857 y 1860 |

## Patrimonio
- Castillo de Villagómez la Nueva

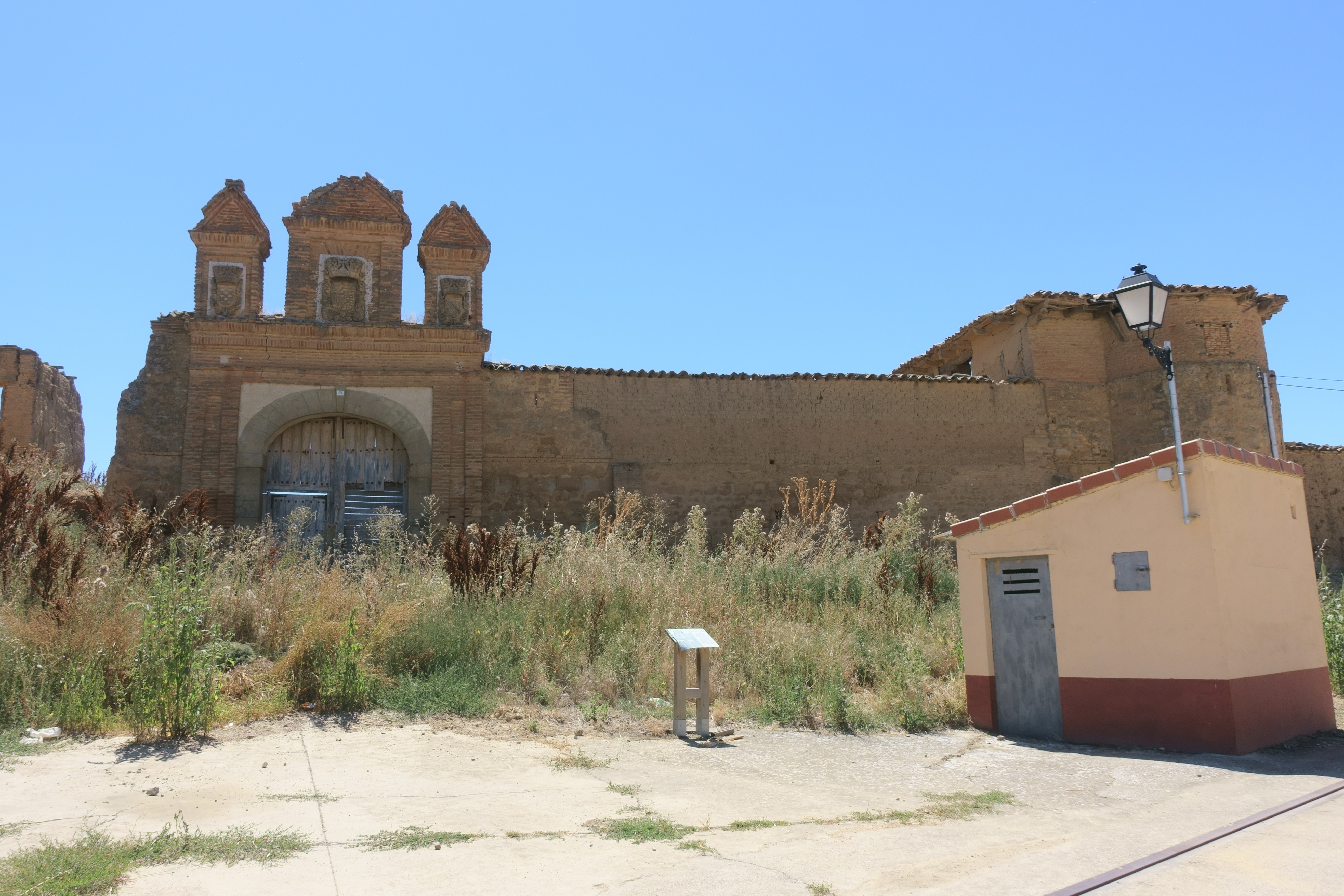
Palacio de los Villagómez

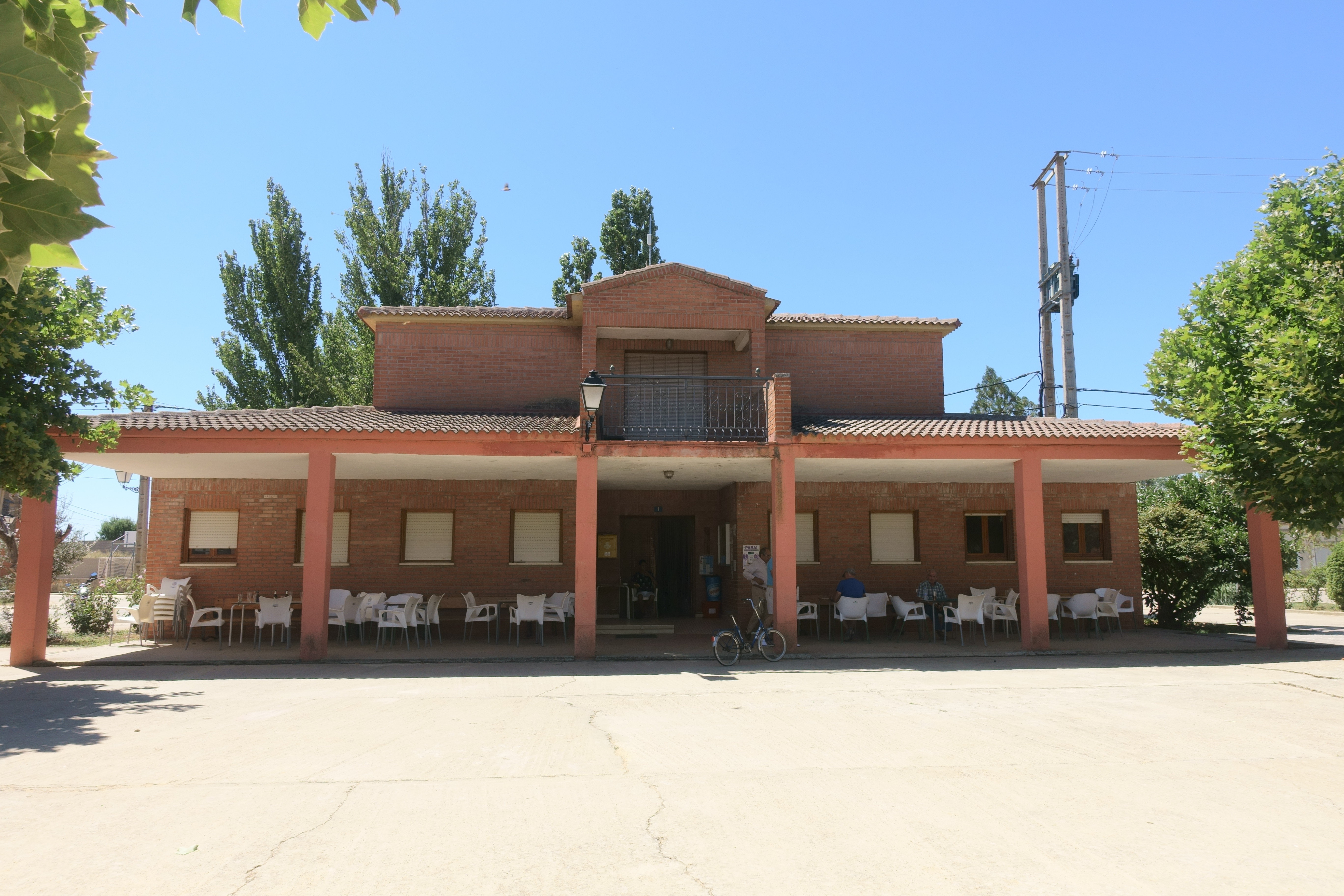
Casa consistorial

- Iglesia de San Nicolás de Bari[2]